# Гелла
Ге́лла (др.-греч. Ἕλλη) (иногда Афаманта) — в древнегреческой мифологии дочь орхоменского царя Атаманта и Нефелы, сестра-близнец Фрикса.
Гелла и её брат воспитывались мачехой Ино, которая их ненавидела. Ино решила избавиться от близнецов и уничтожила весь запас семян в городе. Земледельцы, опасаясь голода, направили к оракулу посланника, однако его подкупила Ино, чтобы солгать от имени оракула о необходимости принесения Фрикса в жертву.
Однако мать Геллы и Фрикса, Нефела, послала к своим детям подарок Гермеса, летающего барана с золотой шерстью, чтобы те на нём спаслись от мачехи. Во время пути Гелла, соскользнув, упала в воду, а Фриксу удалось добраться до Колхиды. Гелла упала в пучину между Сигеем и Херсонесом, это место получило за это своё имя: Геллеспонт (греч. Ἑλλήσποντος, букв. «море Геллы»), ныне Дарданеллы.
По другому рассказу, баран уронил её и потерял рог, но Посейдон спас её, и она родила ему сына Пеона, либо Эдона. Согласно рационалистическому истолкованию у Диодора, море они пересекли на корабле, носовая часть которого украшена головой барана, а Гелла, которой стало дурно из-за морской болезни, свалилась в море. Могильный памятник на Херсонесе.
Действующее лицо трагедии неизвестного автора «Гелла», где сын узнавал свою мать. Софоклу принадлежит трагедия «Фрикс», текст которой практически полностью утрачен, Еврипиду — две трагедии с таким же названием.
В честь Геллы (Афаманты) назван астероид (230) Афаманта, открытый в 1882 году.